# Felix Zbořil
Felix Zbořil (9. ledna 1916 Rychlov – 11. července 1991) byl český voják, odbojář a politický vězeň komunistického režimu, který za druhé světové války bojoval mimo jiné jako stíhací pilot v řadách 313. stíhací perutě RAF.

## Životopis

### První republika
Po absolvování Reálného gymnázia v Holešově nastoupil do školy důstojníků v záloze v Josefově. Po jejím ukončení v říjnu 1935 působil od ledna 1936 jako pátrač-dělovod u dělostřeleckého oddílu č. 84 ve Vranově nad Topľou v hodnosti četaře aspiranta. Zde byl až do října 1936, kdy přešel do Vojenské akademie v Hranicích, kterou ukončil v srpnu 1937.Poté byl zařazen do aplikačního kursu v Prostějově až do září 1938.
Od září 1938 do března 1939 byl zástupcem velitele letky u 2. leteckého pluku v Olomouci. Po okupaci v březnu 1939 je nucen odejít z armády a zde se začíná jeho historie jako vojáka Čs. zahraniční armády.

### Polsko
Přechod do Polska zorganizoval Felix Zbořil 29. května 1939 za pomocí učitele Cyrila Macha. Po úspěšném přechodu hranice přišli do sběrného tábora v Krakově. Odtud 16. června odjíždí se skupinou 44 čs. letců do Gdyně. 17. června se naloďuje na zaoceánský parník Sobieski. Přes Skagerrak a Kattegat doplul 20. června do Doveru, kde se vylodil senátor Beneš s chotí. Odtud vyplouvá loď do Boulogne-sur-Mer, kam dopluli ještě toho samého dne ve 14.00 hodin.

### Francie
21. června 1939 odjíždí letecká skupina do Paříže a později odpoledne je autokary převezena do kasáren v Balard. 7. srpna odjíždí skupina čs. letců do Marseille, kde vstupují do Cizinecké legie s podmínkou, že v případě vstupu Francie do války budou přeřazeni k francouzskému letectvu. Jednalo se Fejfara, Mrázka, Zimpricha, Nezbedu, Janoucha, Hochmála, Šikla, Čermáka, Venciho a Zbořila. Po vstupu Francie do války je Felix  Zbořil přeřazen k francouzskému letectvu, kde sloužil v různých posádkách vlastně až do doby, kdy Francie podepsala s Německem příměří.

### Anglie
18. června 1940 byl Felix Zbořil i s dalšími letci přesunut z Bordeaux polskou uhelnou lodí Robur III do Anglie.
Zde absolvoval stíhací kurz v Sutton Bridge. 21. května 1941 hlásil příchod k 313. stíhací peruti RAF, která byla umístěna v Cattericku. Byl určen jako pobočník velitele. Zde byl však pouze do 20. července 1941, protože u něj propukla v plné míře jaterní choroba, jíž se nakazil při svém pobytu u cizinecké legie v Africe. Po léčení byl předán k náhradnímu tělesu čs. vojska v Leamington-Spa. Zde byl později zařazen do 1. pěšího praporu v různých funkcích.
15. srpna 1944 byl npor. let. Felix Zbořil uvolněn ze svazku Ministerstva národní obrany pro Ministerstvo zahraničních věcí, kde byl určen k vyškolení v kurzu BBC pro obsluhu rozhlasových vysílačů, které měly být po osvobození umístěny na československém území v případě, že stávající rozhlasové zařízení by bylo zničeno německými vojsky.

### Československo
V lednu 1945 odjíždí Felix Zbořil s československou vládní delegací přes Port Said, Persii, Bagdád, Teherán, Baku, Rostov, Charkov a Kyjev do Košic. Zde byl do května 1945, poté byl přeřazen k Ministerstvu informací.
V Praze byl již 27. května 1945, v Ministerstvu informací do listopadu 1945, kdy byl uvolněn. Přešel do armádního rozhlasu, kde byl vedoucím armádní redakce až do ledna 1949. Tehdy byl přemístěn k voj. leteckému skladu 1 v Praze jako velitel pomocné letky, ale to jen do února 1949. Výborem MNO byl dán na dovolenou, později do výslužby. Poté byl podobně jako mnoho jiných letců z RAF vyřazen z armády. Potom se snažil najít jakoukoliv práci, o čemž svědčí následující přehled:
- Květen 1949 – únor 1950: tiskový referent v n. p. Sklo a porcelán
- Únor 1950 – „šestiměsíční brigáda“ na Kladně Září
- Říjen 1950 – vězněn ve věznici na Pankráci
- 2. října 1951 – „brigáda“ v huti na Kladně
- Červenec 1954 až červenec 1955 – uranové doly Jáchymov.